# Баке-кудзіра
Баке-кудзіра (яп. 化鯨, досл. «примарний кит») — персонаж японської міфології, йокай. Це живий скелет кита, який плаває в морі біля поверхні води. При цьому його завжди супроводжує безліч страшних птахів і дивовижних риб. З'являється йокай в дощові ночі, поблизу від прибережних сіл, що займаються китобійним промислом.
Вважається, що душі спійманих китів відроджуються як Баке-кудзіра, щоб мстити тим, хто забрав у них життя. На людину, що побачила Баке-кудзіру, лягало страшне прокляття, яке вона приносила з собою в село. Це прокляття викликало серед людей голод, мор, пожежі та інші жахливі лиха.

## Легенда
Давним-давно в один дощовий вечір рибалки, що жили на півострові Шімане, помітили біля узбережжя Японського моря величезну білу фігуру. Примружившись люди розгледіли кита, що плавав недалеко від берега. Радіючи майбутньому полюванню, рибалки побігли за жителями села, які похапали свої списи і гарпуни і пострибали в човни, щоб наздогнати і зловити здобич. Незабаром вони наздогнали кита, але скільки б разів не кидали зброю, вона не завдавала тварині шкоди. Коли ж люди уважніше придивилися крізь темряву, то зрозуміли в чому справа: те, що вони прийняли за білого кита, виявилося голим скелетом без єдиного клаптика плоті. У цей момент, море ожило безліччю дивних риб, яких ніхто раніше не бачив, а небо заповнила зграя похмурих невідомих птахів. Потім примарний кит різко повернувся і зник у морській глибині, а разом з ним зникли і птахи з рибами. Перелякані жителі села повернулися додому, розуміючи, що скелет був, швидше за все, Баке-кудзірою — мстивим духом мертвого кита. І хоча більше його ніхто не бачив, але інші села Шімане не раз випробовували прокляття, яке викликало пожежі і хвороби.